# Ton du Chatinier
Ton du Chatinier (Utrecht, 13 januari 1958) is een Nederlands voetbalcoach en voormalig profvoetballer.

## Carrière

### Jeugd
Du Chatinier werd geboren in de Utrechtse volkswijk Lombok, als tweede zoon van een vertegenwoordiger van een heftruckfabrikant. Zoals veel kinderen uit zijn omgeving voetbalde hij bij amateurclub Velox, die later op zou gaan in FC Utrecht. Hier ontwikkelde hij zich onder leiding van onder meer Han Berger tot een fanatieke voorstopper, en al snel werd de Utrechter opgenomen in het Jeugdplan Nederland. Op zestienjarige leeftijd debuteerde Du Chatinier in het eerste elftal van de voetbalclub, in de verloren kampioenswedstrijd tegen Celeritudo.
Een jaar later vertrok hij naar het tweede elftal van FC Utrecht, dat op dat moment getraind werd door Berger. Na één seizoen werd deze echter gepromoveerd tot hoofdtrainer, waarna voormalig Jeugdplan-trainer Henk Vonk het stokje overnam. Ondanks gespannen verhoudingen met Vonk in het verleden beleefde Du Chatinier een prima seizoen, en tijdens de daaropvolgende verjonging van het eerste elftal werd hij samen met onder meer Hans van Breukelen en Ton de Kruijk aan de hoofdmacht toegevoegd.

### Tien jaar in Utrecht

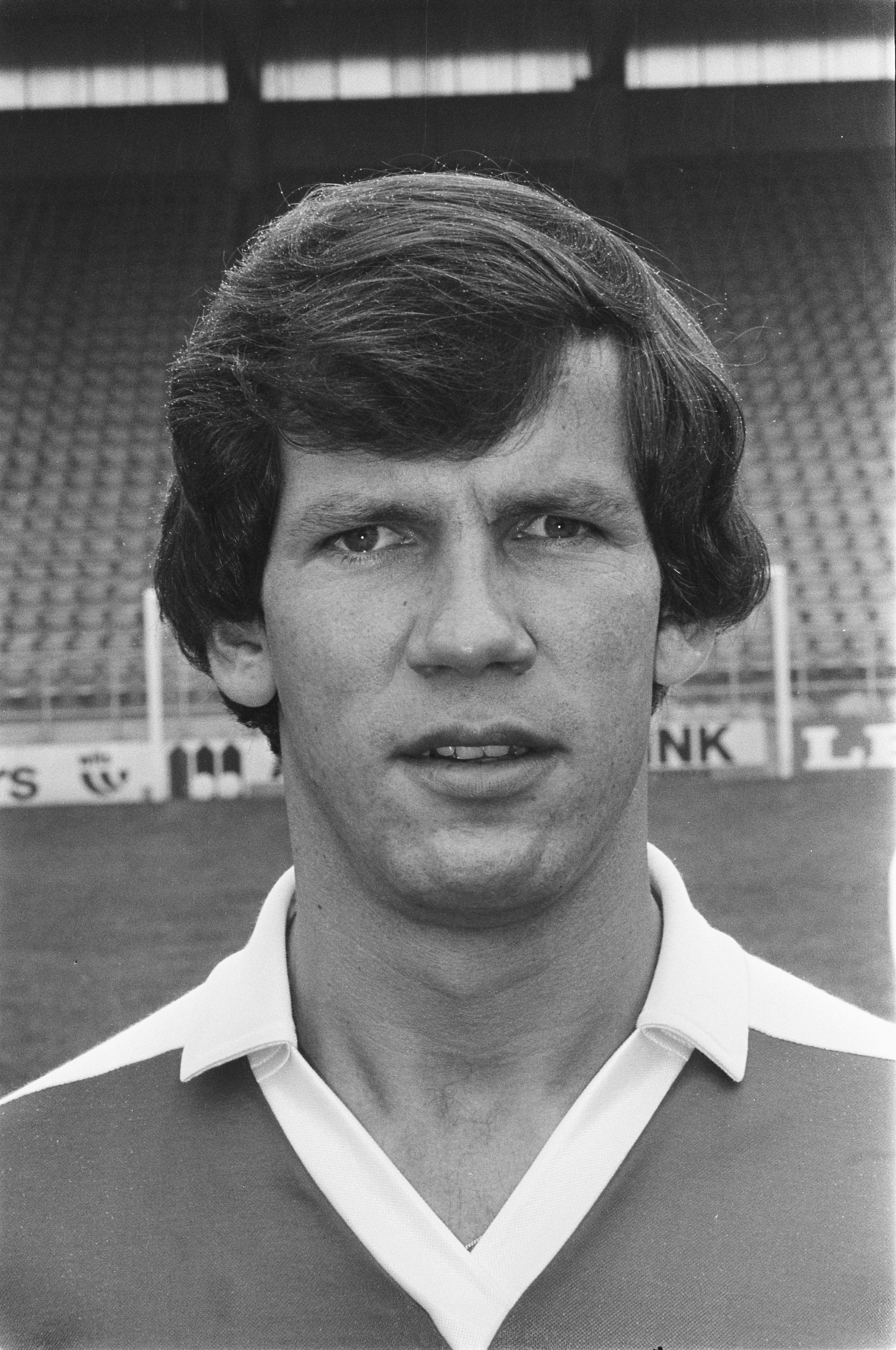
Du Chatinier in 1984

Du Chatinier maakte zijn debuut in het betaald voetbal tijdens een thuiswedstrijd tegen Telstar, waar hij na 45 minuten gewisseld werd. De voorstopper groeide uit tot een vaste waarde in het team, en zou in totaal tien jaar voor de club uit de Domstad spelen. Hij maakte de eerste gouden periode van de Utrechtse club mee, waarin onder meer de KNVB beker van 1985 en Europees voetbal werd behaald. Ondanks meerdere aanbiedingen van onder meer ADO Den Haag bleef Du Chatinier zijn gehele carrière in Utrecht, tot een slepende liesblessure hem in december 1986 noopte een punt achter zijn spelersloopbaan te zetten. Hij wordt op 29-jarige leeftijd afgekeurd voor betaald voetbal.

### Carrière als trainer
Na te zijn gestopt met het betaald voetbal werd de voormalige verdediger jeugdtrainer bij FC Utrecht. Nadat Leo van Veen was ontslagen als hoofdtrainer leidde hij ook nog kort samen met Henk Vonk op interim-basis het eerste elftal. Vervolgens stond Du Chatinier meer dan een decennium aan het hoofd van verschillende amateurverenigingen, waaronder SV Argon, AFC en SV Spakenburg, totdat hij in oktober 2008 gevraagd werd om assistent-trainer te worden van Willem van Hanegem bij FC Utrecht. Enkele dagen eerder waren co-trainers David Nascimento (waarmee Du Chatinier de cursus Coach Betaald Voetbal volgde), John van Loen, conditietrainer Rob Druppers en keeperstrainer Maarten Arts ontslagen vanwege een vermeend gebrek aan chemie. Toen Willem van Hanegem op 23 december 2008 met onmiddellijke ingang werd ontslagen, besloot het bestuur van FC Utrecht Du Chatinier voorlopig het eerste elftal te laten trainen. Door goede resultaten in zijn beginperiode, besloot FC Utrecht na het behalen van zijn trainersdiploma Du Chatinier zijn contract te verlengen, waardoor hij in ieder geval in het seizoen 2009/10 nog hoofdcoach was. In dat seizoen werd hij zevende in de competitie. Hij nam zijn hoogste trainersdiploma in ontvangst op 17 februari 2010. In het seizoen 2010/11 bereikte FC Utrecht de groepsfase van de Europa League. Dit gebeurde door onder meer Celtic FC te verslaan.
Op 19 mei 2011 werd na een teleurstellend seizoen - Utrecht eindigde als 9e - bekend dat Utrecht de samenwerking met Du Chatinier niet wilde continueren.
Op 15 februari 2012 werd hij assistent-coach bij FK Anzji Machatsjkala in Rusland, op voorspraak van hoofdcoach Guus Hiddink. Op 17 juni 2013 maakte Du Chatinier bekend dat hij de club uit Dagestan na anderhalf jaar ging verlaten. Het vele reizen en het feit dat Du Chatinier weer graag als hoofdcoach aan de slag wilde, lagen daaraan ten grondslag. Eind 2013 werd bekend dat Du Chatinier als assistent-bondscoach van Zuid-Korea naar het WK 2014 zou gaan. Hij werd in juni 2016 aangesteld als hoofdcoach van AFC. Hij legde hier op 21 oktober 2017 zijn functie per direct neer. Momenteel woont Du Chatinier in Frankrijk waar hij een B&B runt.

## Erelijst
FC Utrecht
- KNVB beker: 1984/85